# Denis Grbić
Denis Grbić (Velenje, 1986. március 15. –) szlovén labdarúgó-középpályás.

## Pályafutása
Denis Grbić 1993-ban, a Rudar Velenje csapatában kezdte pályafutását és itt írta alá első profi szerződését is. Az irányító középpályás 2011 nyaráig szerepelt a szlovén csapatnál, ahol a ZTE FC kapusa, Safet Jahič is csapattársa volt. 2011 nyarán a horvát élvonalbeli NK Istra 1961 csapatához igazolt, de fél év után felbontotta szerződését.
2012 júliusában 3 éves szerződést írt alá a ZTE FC csapatával.